# Dejan Radonjić
Dejan Radonjić (serbisch-kyrillisch Дејан Радоњић; * 2. Februar 1970 in Podgorica, damals Titograd, SR Montenegro) ist ein montenegrinischer Basketballtrainer. Als Spieler gewann er mit dem KK Budućnost aus seiner Geburtsstadt dreimal hintereinander die Meisterschaft der YUBA Liga, davon zuletzt 2001 auch in Verbindung mit dem Pokalsieg als Double. Als Trainer arbeitete er zunächst beim dominierenden montenegrinischen Klub Budućnost, der nach der Unabhängigkeit Montenegros 2006 alle bisher ausgespielten Meisterschaften gewann. Bei seiner ersten Trainerstation gewann Radonjić bis 2012 sechsmal hintereinander das Double. Zur Ende der Saison 2012/13 wechselte Radonjić zum serbischen Pokalsieger KK Roter Stern Belgrad, mit dem er neben drei serbischen Meisterschaften und Pokalsiegen auch die ABA-Liga von 2015 bis 2017 dreimal hintereinander gewann. Von April 2018 bis Januar 2020 war Radonjić Trainer des FC Bayern München.

## Karriere

### Spieler
Zu Beginn seiner Spielerkarriere spielte Radonjić im damaligen Jugoslawien zweitklassig beim KK Lovćen aus Cetinje. 1991 wechselte er zum Erstligisten KK Budućnost in seine Geburtsstadt, welche ein Jahr später ihren früheren Namen Podgorica zurückerhielt. Nach dem Zerfall Jugoslawiens spielte er in der Saison 1993/94 beim Ligakonkurrenten KK Profikolor aus Banatsko Novo Selo in der Opština Pančevo, der die Play-offs der besten vier Mannschaften um die Meisterschaft erreichte, bevor er nach jener Saison aufgelöst wurde. Zur Saison 1995/96 kehrte er zum KK Lovćen zurück, der nach dem Ausscheiden Kroatiens, Sloweniens und von Bosnien-Herzegowina aus dem jugoslawischen Staatenverbund nunmehr ebenfalls regelmäßig erstklassig spielte. Nach dem elften und vorletzten Platz 1996 erreichte der Verein in der um zwei Mannschaften erweiterten Liga 1997 den achten Platz, der noch zur Teilnahme an den Play-offs um die Meisterschaft berechtigte. In der Saison 1997/98 erreichte Radonjić mit dem FMP Železnik aus der Hauptstadt Belgrad nach dem fünften Platz der Hauptrunde die Play-off-Finalserie, die nach nur einem Sieg in vier Spielen gegen den Lokalrivalen KK Roter Stern verloren ging.
Anschließend wechselte er nach Montenegro zum KK Budućnost zurück, der nunmehr innerhalb „Rest-Jugoslawiens“ zu den Spitzenklubs zählte und nach dem zweiten Platz in der Hauptrunde eine bessere Platzierung in den Play-offs verpasst hatte. Die Saison 1998/99 wurde schließlich nach den NATO-Luftangriffen ohne Play-offs ausgespielt und so erreichte der KK Budućnost nach 20 Siegen in 22 Spielen einen Sieg vor Titelverteidiger Roter Stern erstmals die Landesmeisterschaft der nunmehr Bundesrepublik Jugoslawien unter Trainer Miroslav Nikolić. Im Saporta Cup 1998/99 erreichte die Mannschaft mit unter anderem Vlado Šćepanović, Đuro Ostojić und Nachwuchs-Center Blagota Sekulić das Halbfinale, in dem man im Hinspiel dem späteren Titelgewinner Benetton Treviso 60:76 unterlag. Das Rückspiel und vermeintliche Heimspiel wurde wegen der Luftangriffe im griechischen Thessaloniki angesetzt, was die Mannschaft infolge des militärischen Konflikts jedoch nicht rechtzeitig erreichte und demzufolge ausschied. Als Landesmeister war Budućnost gleichwohl für die FIBA Europaliga 1999/2000 qualifiziert, in der man sich knapp für die Achtelfinal-Play-offs der besten 16 Mannschaften qualifizierte. Hier unterlag man in drei Spielen dem späteren Titelgewinner Panathinaikos Athen, wobei die serbischen Landsleute Željko Rebrača und Trainer Željko Obradović, die im Vorjahr noch in Diensten von Treviso gestanden hatten, erneut ein Weiterkommen verhinderten. National blieb Budućnost sowohl in der Hauptrunde wie auch den Play-offs unbesiegt und verteidigte souverän die Meisterschaft. In der folgenden Saison 2000/01 gelang dies unter dem neuen Trainer Bogdan Tanjević, der von Nikolić übernommen hatte, erneut jedoch unter stärkerer Gegenwehr von KK Partizan Belgrad, gegen das man in der Play-off-Finalserie über die volle Distanz von fünf Spielen gehen musste. Im erstmals wieder ausgespielten Pokalwettbewerb konnte man Partizan jedoch im Endspiel ebenfalls besiegen und holte erstmals das Double. International hatte man sich für den Konkurrenzwettbewerb zur FIBA Europa entschieden und spielte in der erstmals ausgespielten EuroLeague-Saison 2000/01, in der die Mannschaft mit Spielern wie unter anderen Dejan Tomašević, Saša Obradović, Igor Rakočević und Nachwuchshoffnung Saša Pavlović erneut die Achtelfinal-Play-offs der besten 16 Mannschaften erreichte. Hier unterlag man Real Madrid in zwei Spielen. Nach dem vorläufigen Ende des Kosovokriegs hatte erstmals mit Jerome James ein NBA-Profi für den Klub gespielt, doch bereits zur Saison 2001/02 musste Budućnost einen Aderlass hinnehmen und verlor neben NBA-Rückkehrer James auch Trainer Tanjević sowie Dejan Tomašević und Saša Obradović, die erneut ins Ausland gingen. In der EuroLeague-Saison 2001/02 schied Budućnost nach nur drei Siegen in 14 Spielen diesmal bereits nach der Vorrunde aus und in der nationalen Meisterschaft blieb man nach dem knapp verteidigten ersten Hauptrundenplatz in der Play-off-Finalserie sieglos gegen Partizan Belgrad, die sich zum neuen Serienmeister aufschwangen. Schließlich verließ neben Rakočević und Sekulić nunmehr auch Radonjić den Verein und wechselte noch einmal für zwei Jahre zum KK Vojvodina nach Novi Sad. Mit dessen Mannschaft erreichte Radonjić zweimal knapp die Play-offs. Nach dem achten Platz 2003 wurde man in der Meisterschaftsrunde 2004 Vierter, bevor man in der Play-off-Halbfinalserie Titelverteidiger Partizan, bei dem unter anderem Radonjić frühere Mitstreiter Šćepanović und Ostojić aktiv waren, in zwei Spielen verlor.

### Trainer
Nach seinem Karriereende als aktiver Spieler hatte Radonjić zunächst als Trainerassistent beim KK Budućnost gearbeitet, bevor er diesen nach der Unabhängigkeit Montenegros 2006 als verantwortlicher Trainer übernahm. In den nationalen Wettbewerben Montenegros blieb der Klub in den folgenden Jahren best und musste nur selten eine Niederlage einstecken, so gewann der Klub bis 2012 sechs Doubles aus Meisterschaft und Pokalsieg in Folge. In der supranationalen ABA-Liga, in der die besten Mannschaften des früheren Jugoslawiens als Nachfolger der alten YUBA Liga organisiert waren, war man immer unter den besten acht Mannschaften vertreten, verpasste aber in schöner Regelmäßigkeit knapp das Final-Four-Turnier um die Meisterschaft dieser Liga. Nachdem in der ABA-Liga-Spielzeit 2009/10 noch der direkte Vergleich zuungunsten von Budućnost ausgefallen war, verhalf dieser dem Verein in der darauffolgenden ABA-Liga-Runde 2010/11 zur erstmaligen Teilnahme am Finalturnier. Titelverteidiger Partizan Belgrad besiegte die Mannschaft jedoch mit vier Punkten Unterschied im Halbfinale 62-58. Ein Jahr später stoppte die israelische Gastmannschaft Maccabi Tel Aviv auf ihrem Weg zum Titelerfolg den KK Budućnost mit 82-60 im Halbfinale der ABA-Liga-Saison 2011/12. International war die Mannschaft in jenen Jahren regelmäßiger Teilnehmer am EuroCup. Bei der Premiere im ULEB Cup 2007/08 hatte man noch die Gruppenphase erfolgreich überstanden und war in der folgenden K.-o.-Runde gleich am serbischen Konkurrenten KK Hemofarm gescheitert, der von Radonjić’ früherem Trainer Miroslav Nikolić trainiert wurde. Bei den folgenden Wettbewerben schied man bereits in der Gruppenphase des nunmehr Eurocup genannten Wettbewerbs aus mit Ausnahme der Saison 2009/10, als man nach dem Verpassen der Eurocup-Qualifikation in der EuroChallenge-Saison 2009/10 sich gleichauf mit dem späteren Titelgewinner BG Göttingen für die Achtelfinalrunde der besten 16 Mannschaften qualifizierte, bevor man in jener ausschied. In der Eurocup-Spielzeit 2011/12 erreichte die Mannschaft, in der zu Saisonbeginn noch der NBA-Rookie Nikola Vučević agierte, hinter dem deutschen Vertreter Alba Berlin nicht nur die zweite Gruppenphase, sondern in dieser auch erstmals wieder die Qualifikation für die K.-o.-Runden. In Hin- und Rückspiel des Viertelfinales unterlag die Mannschaft mit unter anderen Bojan Dubljević und Jermaine Anderson hier jedoch dem späteren Finalisten Valencia BC. Neben seiner Tätigkeit als Vereinstrainer hatte Radonjić beim montenegrinischen Verband Junioren-Nationalmannschaften sowie als Trainerassistent der Herren-Auswahl gearbeitet, bevor er diese bei der erstmaligen Teilnahme als unabhängiger Staat an einer EM-Endrunde übernahm. Bei der EM-Endrunde 2011 konnte man zum Auftakt nach Verlängerung den späteren Halbfinalisten Mazedonien besiegen, bevor man die restlichen vier Vorrundenspiele verlor und vorzeitig ausschied. Im folgenden Jahr gab Radonjić das Amt als Nationaltrainer an Luka Pavićević weiter. Im Februar 2013 verlor Radonjić mit seiner Vereinsmannschaft Budućnost im Finale des Pokalwettbewerbs gegen KK Sutjeska Nikšić erstmals ein wichtiges Spiel gegen einen nationalen Konkurrenten und schied einen Monat später nach dem erneuten Erreichen des Viertelfinales in der Eurocup-Saison 2012/13 sehr deutlich gegen den späteren Titelgewinner Lokomotive Kuban Krasnodar aus. Nachdem der direkte Vergleich in der ABA-Liga-Saison 2012/13 erneut zuungunsten von Budućnost ausgefallen war und man erstmals nach zwei Jahren wieder auf dem fünften Platz das Finalturnier verpasst hatte, kam es noch vor den Play-offs um die nationale Meisterschaft zur vorzeitigen Trennung von Radonjić und KK Budućnost.
Statt den Play-offs in Montenegro wechselte Radonjić Mitte April 2013 zum KK Roter Stern in die serbische Hauptstadt Belgrad, wo er Vlada Vukoičić als Trainer ablöste. Mit seiner neuen Mannschaft erreichte Radonjić noch das Finalspiel der ABA-Liga 2012/13, in dem sich Erzrivale Partizan Belgrad den Titelgewinn zurückholte, sowie die Finalserie der serbischen Meisterschaft, die aus Sicht des Vereins erneut in vier Spielen gegen Serienmeister Partizan verloren ging. Auch in der folgenden Saison musste sich Roter Stern in der Finalserie ein weiteres Mal Serienmeister Partizan in vier Spielen geschlagen geben, zuvor hatte Radonjić mit dem Verein dessen Titelerfolg im serbischen Pokalwettbewerb jedoch erfolgreich verteidigt. Als ABA-Finalist spielte Roter Stern in der EuroLeague-Spielzeit 2013/14 erstmals in diesem nunmehr höchstrangigen europäischen Wettbewerb. Nach drei knappen Heimniederlagen und vier Siegen in zehn Spielen erreichte man jedoch nur den vorletzten Gruppenplatz der Vorrunde, der jedoch zum Weiterspielen in der Eurocup-Runde 2013/14 berechtigte. Nachdem die Mannschaft in den K.-o.-Runden Lietuvos rytas Vilnius und BK Budiwelnyk Kiew besiegt hatte, schied man im Halbfinale trotz eines Elf-Punkte-Vorsprungs aus dem Hinspiel gegen UNICS Kasan aus, bei denen Nikos Zisis im Rückspiel 26 Punkte erzielen konnte. In der ABA-Liga-Saison 2013/14 war man als Hauptrundenerster im Halbfinale am späteren Titelgewinner KK Cibona Zagreb gescheitert. Nachdem Cibona für die EuroLeague-Spielzeit 2014/15 zurückgezogen hatte, rückte Roter Stern für den höchstrangigen europäischen Vereinswettbewerb nach, was beim Erzrivalen und serbischen Serienmeister Partizan nicht gut ankam und dessen Niedergang noch beschleunigte. Als Gruppenzweiter der Vorrunde konnte sich Roter Stern vergleichsweise souverän für die Zwischenrunde der 16 besten Mannschaften der EuroLeague qualifizieren, in der man jedoch als Vorletzter mit nur vier Siegen in 14 Spielen ausschied. Nach der Titelverteidigung im serbischen Pokalwettbewerb gewann Roter Stern in der ABA-Liga-Runde 2014/15 die erstmals ausgespielte Play-off-Halbfinalserie gegen Partizan wie auch die Finalserie gegen KK Cedevita sowie schließlich auch die serbische Finalserie gegen Partizan, die erstmals seit 2001 nicht mehr die nationale Meisterschaft gewinnen konnten, während Roter Stern ein Triple aus ABA-Liga und nationalem Double gewann. Nachdem Boban Marjanović die Mannschaft mit Ziel NBA verlassen hatte, spielte Radonjić mit der Achse Stefan Jović als Point Guard und dem deutschen Nationalspieler Maik Zirbes als Center in der EuroLeague-Spielzeit 2015/16 erneut eine gute Rolle. Nachdem man in der Vorrunde unter anderem den deutschen Vizemeister Bayern München zweimal besiegt und sich so die erneute Teilnahme an der Zwischenrunde gesichert hatte, reichte es diesmal in der Runde der besten 16 Mannschaften nach sieben Siegen in 14 Spielen sogar zur Qualifikation für das Play-off-Viertelfinale. Dort musste man sich jedoch glatt in drei Spielen dem späteren Titelgewinner PBK ZSKA Moskau geschlagen geben. Nachdem man die Titelverteidigung im serbischen Pokalwettbewerb verpasst hatte, konnte man jedoch die Titelverteidigung in der ABA-Liga-Saison 2015/16 gegen den neuen serbischen Pokalsieger Mega Leks sowie in der serbischen Meisterschaft gegen Partizan jeweils im Finale erreichen. Diesen Erfolg konnte man in der folgenden Saison 2016/17 wiederholen, zudem holte man sich den Titel im serbischen Pokalwettbewerb zurück. In der EuroLeague-Saison 2016/17 wurde ein neues Ligenformat mit 30 Spielen eingeführt, bei dem Roter Stern trotz einer positiven Saisonbilanz mit 16 Siegen wegen des schlechteren direkten Vergleichs die Teilnahme an den Viertelfinal-Play-offs verpasste. Nachdem mehrere Spieler den Verein verlassen hatten, konnte sich schließlich auch Trainer Radonjić auf keine Vertragsverlängerung mehr mit dem Verein einigen und verließ diesen im Juli 2017.
Nachdem Radonjić zur folgenden Saison 2017/18 zunächst keinen neuen Verein mehr gefunden hatte, unterschrieb er Anfang April 2018 einen neuen Vertrag beim deutschen Tabellenführer und Pokalsieger FC Bayern München, nachdem dieser zuvor etwas überraschend den serbischen Nationaltrainer Aleksandar Đorđević entlassen hatte. Radonjić führte die Bayern in den Spielzeiten 2017/18 und 2018/19 jeweils zum Gewinn des deutschen Meistertitels. Kurz nach dem Jahreswechsel 2019/2020 wurde er von den Münchenern entlassen. Die Mannschaft stand zwar in der Bundesliga ungeschlagen auf dem ersten Tabellenplatz, die bisherigen Saisonauftritte in der EuroLeague (sechs Siege aus 17 Spielen) genügten der FCB-Führung jedoch nicht.
Ende Dezember 2020 holte Roter Stern Belgrad ihn als Nachfolger von Saša Obradović als Trainer zurück. Radonjić führte Roter Stern in der Saison 2021/22 zum Gewinn der serbischen Meisterschaft sowie zum Gewinn der grenzübergreifenden Adriatischen Basketballliga. Anschließend wechselte er zu Panathinaikos Athen. Im Februar 2022 trennte sich der Verein von Radonjić. In der griechischen Liga holte er mit Panathinaikos aus 15 Spielen 13 Siege, in der Euroleague gab es für die Mannschaft unter Radonjić als Trainer acht Siege und 16 Niederlagen.
Ende Dezember 2023 wurde er Cheftrainer des türkischen Vereins Bahçeşehir Koleji SK. Er blieb dort bis zum Ende der Saison 2024/25 im Amt.